# Paul-Clément Jagot
Compléments
- Élève, assistant et disciple d’Hector Durville

Paul-Clément Jagot, né dans le 14e arrondissement de Paris le 17 juillet 1889 et mort dans le 8e arrondissement de cette même ville le 24 janvier 1962, est un écrivain et occultiste français, auteur d’ouvrages consacrés au développement personnel, à l’hygiénisme, l’ésotérisme, la psychologie appliquée, l’hypnotisme et la parapsychologie ainsi qu’à l’exploration et l’exploitation du potentiel métapsychique humain. Dans la lignée d’auteurs américains tels que Joseph Murphy, Prentice Mulford et William Walker Atkinson, il est, à l’instar d’Émile Coué, considéré comme l’un des précurseurs français de la « pensée positive ».

## Biographie

### Enfance
Paul-Clément Jagot naît dans un milieu modeste. son père est peintre-verrier rue de Gergovie. Sa santé précaire et son aspect chétif lui font connaître une enfance relativement éprouvante[réf. nécessaire]. Par ailleurs, le manque de moyens financiers familiaux l’amène à se former principalement en autodidacte[réf. nécessaire]. Nonobstant les handicaps initiaux, puis une scolarité relativement sommaire, sa mémoire hors du commun l’élève à un niveau d’érudition exceptionnel[réf. nécessaire].

### Essor
C’est en 1907, âgé de 18 ans, qu’il découvre l’hypnotisme avec Alexandre Lapôtre. Il poursuit ensuite sa formation auprès d’Hector Durville dont il devient le collaborateur,.
Son attrait pour l’hypnotisme accroît implicitement son goût pour les sciences occultes, l’hygiénisme, le développement personnel et la psychologie appliquée. Il étudie également le magnétisme animal (appelé aussi mesmérisme) ainsi que divers domaines parmi lesquels figurent notamment : l’astrologie, la chirologie, la morphopsychologie, la physiognomonie et la graphologie qui révèlent quelques-unes de ses expertises de prédilection[réf. nécessaire].

### Œuvre littéraire
Ses connaissances en parapsychologie et en ésotérisme sont à l’origine d’une œuvre littéraire abondante dont nombre d’ouvrages ont été traduits en plusieurs langues.

### Fin de vie
Paul-Clément Jagot meurt en 1962. Il est enterré au cimetière parisien de Thiais,